# Ministère des Transports et des Communications (Pérou)
Le ministère des Transports et des Communications du Pérou est le ministère gouvernemental responsable de la réglementation des services de transport et de communication. Il a son siège à Lima. Le ministre actuel est Juan Francisco Silva Villegas.

## Fonctions
La principale fonction du ministère est d'élaborer, de normaliser et de mettre en œuvre les politiques liées aux transports et aux communications. Cela comprend des plans de développement sectoriel national et la gestion des licences, des permis et des concessions. Le ministère s'emploie à planifier, promouvoir et gérer la prestation des services publics conformément aux lois applicables. Il supervise l'application des lois tout en gérant les entités constituantes telles que les organismes publics décentralisés et les comités multisectoriels.

## Agences subordonnées

### Direction générale de la Régulation et de la Communication des Affaires internationales
La Direction générale des Affaires Réglementaires et de la Communication internationale (GDRAIC) est l'organe de la filière nationale responsable du sous-secteur des communications qui propose et évalue les politiques et réglementations visant à favoriser le développement durable des services de communications et leur accès universel. Ses fonctions régulières comprennent :
- Propositions de politique du secteur des communications, y compris les télécommunications et les services postaux
- Recommander un sous-secteur du plan stratégique institutionnel en coordination avec la direction générale de la planification et du budget.
- Rédiger des règles et des réglementations relatives aux télécommunications et à la poste, y compris le Plan national des télécommunications
- Élaboration de normes environnementales en collaboration avec d'autres organismes
- Coordination avec l'Union internationale des télécommunications, l'Union postale universelle et d'autres organisations internationales
- Analyser l'état du marché des télécommunications et des services postaux
- Étudier les technologies émergentes, la numérotation, la signalisation et l'attribution des fréquences pour tenir compte des réglementations
- Publier des statistiques sur les services de communication
- Gérer et administrer les infrastructures à usage public, y compris le Musée postal et philatélique du Pérou
- Créer des plans et des programmes pour promouvoir l'activité philatélique au Pérou
- Proposer les modalités de conduite des marchés publics de services de télécommunications

### Commission d'enquête sur les accidents d'aviation
La Commission d'enquête sur les accidents d'aviation (en espagnol : Comisión de Investigación de Accidentes de Aviación (CIAA)) est le département qui sert d'autorité d'enquête sur les accidents et incidents d'aviation. Les enquêtes notables de la CIAA incluent le vol TANS Perú 204 et le vol TANS Perú 222.